# Acanthops falcataria
Espèce
Acanthops falcataria est une espèce d'insectes, de  l'ordre des Mantodea, de la famille des Acanthopidae, de la sous-famille des Acanthopinae et de la tribu des Acanthopini.

## Dénomination
- Cette espèce a été décrite par Johann August Ephraim Goeze en 1778.

## Description
Cette mante feuille morte mesure, ailes déployées, 12 cm. Elle n'ouvre ses ailes que pour intimider d'éventuels agresseurs dont les crapauds, les lézards, les oiseaux et les petits mammifères.

## Répartition
Acanthops falcataria se rencontre en Argentine, en Bolivie, au Brésil, au Chili, en Équateur, en Guyane française, au Paraguay et au Surinam.